# Florian Wagner (Musiker)
Florian Wagner (* 7. Dezember 1990 in München) ist ein deutscher Musiker und Kabarettist.

## Leben
Wagner studierte an der Hochschule für Musik und Theater München Schulmusik und Gehörbildung.
Er ist als Pianist, Sänger, Arrangeur, Komponist, Moderator und Musikkabarettist tätig. 2015 war er Pianist der Tour-Version der Stage-Produktion von „Ich war noch niemals in New York“, sowie 2016 von „Tanz der Vampire“. Bei der Uraufführung des Musicals „Sarg niemals nie“ in der Neuköllner Oper in Berlin 2014 war er musikalischer Leiter. 2015 wurde das Musical „Perfect-Town“, zu dem er die Musik schrieb, in München uraufgeführt.
Wagner arbeitete unter anderem bei „fastfood Improtheater“, „Volxgesang Das Mitsing-Konzert“ und dem „Gospelchor St. Lukas“. Seit 2017 ist er als Korrepetitor für die Bayerische Theaterakademie August-Everding und seit 2019 für die Universität der Künste Berlin tätig. Zudem hat er jeweils einen Lehrauftrag für „Schulpraktisches Klavierspiel“ an der Ludwig-Maximilians-Universität und der Hochschule für Musik und Theater München.
2018 feierte sein erstes Programm „Mein erstes Mal“ in der Bar jeder Vernunft in Berlin Premiere. Mit seinem ersten Programm wurde Wagner mit über 20 Kleinkunstpreisen ausgezeichnet. Seit 2019 ist er zusätzlich zusammen mit seinem Bruder Dominik Wagner als Ass-Dur auf Tour. Das Programm „Quint-Essenz“ feierte im Oktober 2019 im Tipi am Kanzleramt Premiere. Seit 2025 ist er mit seinem dritten abendfüllenden Programm "The Flo Must Go On" und dem dritten abendfüllenden Ass-Dur Programm "Celebration" auf Tour. Wagner gibt jährlich etwa 150 Konzerte im gesamten deutschsprachigen Raum. Seit 2021 ist er Signature Artist von Musicnotes. Beim Münchner Kabarettpreis Paulaner Solo+ ist Wagner seit 2022 fester Moderator. Beim Münchner Jazz- und Popchor "Munich Blue Notes" ist er Chorleiter.

## Auszeichnungen
- 2014: Rundenpreis Bundeswettbewerb Schulpraktisches Klavierspiel in Weimar
- 2015: 3. Preis Chanson Bundeswettbewerb Gesang
- 2016: Gesamtpreis Bundeswettbewerb Schulpraktisches Klavierspiel in Weimar
- 2017: 2. Preis Chanson Bundeswettbewerb Gesang
- 2018: 1. Platz Sendlinger Kulturpreis
- 2018: 1. Platz Jurywertung + Publikumspreis beim Freiburger Kleinkunstpreis
- 2019: Publikumspreis beim Klagenfurter Kleinkunstpreis „Herkules“
- 2019: 2. Platz Bielefelder Kabarettpreis
- 2019: 3. Platz Jurywertung + Publikumspreis beim Rostocker Kabarettpreis „Rostocker Koggenzieher“
- 2019: 1. Preis + Publikumspreis beim internationalen Liedermacherwettbewerb „Sulzbacher Salzmühle“
- 2019: Gewinner des „Dortmunder Kabarett & Comedy Pokcal“
- 2019: 2. Platz Jurywertung + Publikumspreis beim Emmendinger Kleinkunstpreis
- 2019: 2. Platz Jurywertung + Publikumspreis beim Münchner Kleinkunstpreis „Goldene Weißwurscht“
- 2019: 3. Platz Paulaner Solo+
- 2019: 2. Platz Melsunger Kabarettpreis „Scharfe Barte“ + Sonderpreis
- 2019: 3. Preis Chanson Bundeswettbewerb Gesang
- 2021: 1. Platz Jurywertung + Publikumspreis Truderinger Kleinkunstpreis „Truderinger Fensterbrettl“
- 2021: 1. Platz Rösrather Kabarettfestival
- 2021: 1. Preis Hessischer Kabarettpreis
- 2022: Publikumspreis beim Herborner Schlumpeweck
- 2022: 1. Platz PattisSerie Winterthur
- 2024: sPEZIALIST Publikumspreis[7] Hannover
- 2024: 2. Platz ScharfrichterBeil Passau

## Werke

### Musicals
- 2013: Feet Back
- 2015: Perfect-Town

### Abendfüllende Bühnenprogramme
- 2018: Mein erstes Mal
- 2019: Quint-Essenz
- 2019: Die Große Ass-Dur Weihnachtsshow
- 2020: Funk You
- 2023: Celebration
- 2025: The Flo Must Go On